# سوبر إكسفيوس
سوبر إكسفيوس (بالإنجليزية: Super Xevious)‏ ، هي لعبة فيديو إلكترونية من نوع شتم أب، أنتجها شركة نامكو اليابانية سنة 1984م.

## وصلات خارجية
- سوبر إكسفيوس على موقع القائمة القاتلة لألعاب الفيديو
- سوبر إكسفيوس at the Arcade History database
- سوبر إكسفيوس guide في موقع ستراتيجي ويكي